# Superliga Brasileira de Voleibol Feminino de 2025 - Série C
A Superliga Brasileira de Voleibol Feminino de 2025 - Série C é a 8ª edição desta competição organizada pela Confederação Brasileira de Voleibol. Trata-se da terceira divisão do Campeonato Brasileiro de Voleibol Feminino, a principal competição entre clubes de voleibol feminino do Brasil. A Superliga C substituiu a extinta Taça Prata.
Participaram do torneio 42 equipes, divididas em sede de acordo com suas regiões. Nas sedes com até seis equipes o sistema de disputa foi em turno único com todos jogando entre si. Naquelas com sete ou mais participantes o sistema muda para uma fase de grupos seguida de semifinais e final. Os melhores colocado de cada sede e o dois melhores segundo lugares do geral classificam-se para a etapa nacional. A etapa nacional contará com 8 equipes e os quatro primeiros serão promovidos para a Superliga Brasileira de Voleibol Feminino 2025/2026

## Regulamento
A Superliga C feminina conta com a participação de 42 clubes em seis sedes regionais. A sede Norte foi dividida em dois grupos, e a Sul em três grupos. O campeão de cada grupo avança as semi-finais da sede (na sede sul, também o segundo melhor colocado) e o campeão da final avança para etapa nacional. As outras sedes foram realizadas em turno único, com o primeiro colocado classificado à etapa nacional.
A etapa nacional será disputada pelos primeiros colocados de cada sede regional e os dois melhores segundo colocados de forma geral.
Na etapa nacional, as 8 equipes classificadas serão divididas em dois grupos, com 4 equipes em cada. Classificam-se para a semifinal os dois primeiros colocados de cada grupo, sendo que o primeiro colocado do Grupo A enfrentará o segundo colocado do Grupo B, e o segundo colocado do Grupo A enfrentará o primeiro colocado do Grupo B. Os vencedores dessas partidas avançam para a final.
As 4 (quatro) melhores equipes da etapa nacional garantirão acesso à Superliga B 2025/2026.
Critérios de classificação nos grupos
1. Pontos;
2. Número de vitórias;
3. Razão de sets;
4. Razão de pontos;
5. Confronto direto (caso haja empate entre duas equipes);
6. Sorteio;

- Placar de 3–0 ou 3–1: 3 pontos para o vencedor, nenhum para o perdedor;
- Placar de 3–2: 2 pontos para o vencedor, 1 para o perdedor.

|  |                                |
|  | Classificado à etapa nacional. |
|  | Classificado às semifinais.    |

### Equipes participantes
| Sede         | Grupo | Equipe               | Cidade                  |
| ------------ | ----- | -------------------- | ----------------------- |
| Norte        | A     | Ferroviário          | Porto Velho             |
| Norte        | A     | Clube do Remo        | Belém do Pará           |
| Norte        | A     | Nilton Lins          | Manaus                  |
| Norte        | A     | Azul Mania           | Boa Vista               |
| Norte        | B     | ACV Porto Velho      | Porto Velho             |
| Norte        | B     | AVV Vôlei Vilhena    | Vilhena                 |
| Norte        | B     | Vôlei Quinari        | Senador Guiomard        |
| Norte        | B     | Rio Negro            | Manaus                  |
| Nordeste 1   | -     | ADAS Vôlei           | Recife                  |
| Nordeste 1   | -     | Matense Voleibol     | Mata de São João        |
| Nordeste 1   | -     | CRB Vôlei            | Maceió                  |
| Nordeste 1   | -     | Salvador Vôlei       | Salvador                |
| Nordeste 1   | -     | Central Vôlei        | Caruaru                 |
| Nordeste 2   | -     | Parnaíba Volei       | Paranaíba               |
| Nordeste 2   | -     | BNB Clube            | Fortaleza               |
| Nordeste 2   | -     | Natal Desportivo     | Natal                   |
| Nordeste 2   | -     | Unifor Vôlei         | Fortaleza               |
| Nordeste 2   | -     | IAPE Vôlei           | São Luiz                |
| Nordeste 2   | -     | Sampaio Correa       | São Luiz                |
| Centro-Oeste | -     | Vila Nova            | Goiânia                 |
| Centro-Oeste | -     | Ascade               | Brasília                |
| Centro-Oeste | -     | Brasiliense Vôlei    | Brasília                |
| Centro-Oeste | -     | Cerrado Vôlei        | Brasília                |
| Centro-Oeste | -     | ASV Hornets          | Sorriso                 |
| Centro-Oeste | -     | Campo Grande Vôlei   | Campo Grande            |
| Sudeste      | -     | Sesi-SP              | São Paulo               |
| Sudeste      | -     | Capixaba Vôlei       | Vila Velha              |
| Sudeste      | -     | Realizar Santos      | Santos                  |
| Sudeste      | -     | Paineiras do Morumby | São Paulo               |
| Sudeste      | -     | Vôlei São José       | São José dos Campos     |
| Sul          | A     | Pato Vôlei           | Pato Branco             |
| Sul          | A     | Napoli Caçador       | Caçador                 |
| Sul          | A     | SJP Vôlei/AIEL       | São José dos Pinhais    |
| Sul          | A     | ACEL Chopinzinho     | Chopinzinho             |
| Sul          | B     | Irati Vôlei          | Iraty                   |
| Sul          | B     | AER Passo Fundo      | Passo Fundo             |
| Sul          | B     | Vôlei Mampituba      | Mampituba               |
| Sul          | B     | Foz do Iguaçu        | Foz do Iguaçu           |
| Sul          | C     | Juventus Vôlei       | Teutônia                |
| Sul          | C     | Copobras Vôlei       | São Ludgero             |
| Sul          | C     | Castro Vôlei         | Castro                  |
| Sul          | C     | Vôlei Marechal       | Marechal Cândido Rondon |

### Sede Norte - Porto Velho

#### Grupo A
|     |               |     | Jogos | Jogos | Jogos | Resultados | Resultados | Resultados | Resultados | Resultados | Resultados | Sets | Sets | Sets  | Pontos | Pontos | Pontos |
| Pos | Equipe        | Pts | T     | V     | D     | 3–0        | 3–1        | 3–2        | 2–3        | 1–3        | 0–3        | V    | P    | R     | V      | P      | R      |
| --- | ------------- | --- | ----- | ----- | ----- | ---------- | ---------- | ---------- | ---------- | ---------- | ---------- | ---- | ---- | ----- | ------ | ------ | ------ |
| 1   | Ferroviário   | 8   | 3     | 3     | 0     | 2          | 0          | 1          | 0          | 0          | 0          | 9    | 2    | 4.500 | 254    | 217    | 1.171  |
| 2   | Azul Mania    | 7   | 3     | 2     | 1     | 0          | 2          | 0          | 1          | 0          | 0          | 8    | 5    | 1.600 | 287    | 269    | 1.067  |
| 3   | Clube do Remo | 2   | 3     | 1     | 2     | 0          | 0          | 1          | 0          | 1          | 1          | 4    | 8    | 0.500 | 256    | 269    | 0.952  |
| 4   | Nilton Lins   | 1   | 3     | 0     | 3     | 0          | 0          | 0          | 1          | 1          | 1          | 3    | 9    | 0.333 | 245    | 287    | 0.854  |

Resultados
| Data   | Hora  |             | Placar |               | Set 1 | Set 2 | Set 3 | Set 4 | Set 5 | Total   | Relatório |
| ------ | ----- | ----------- | ------ | ------------- | ----- | ----- | ----- | ----- | ----- | ------- | --------- |
| 03 ago | 14:00 | Nilton Lins | 2–3    | Clube do Remo | 12–25 | 26–24 | 23–25 | 28–26 | 12–15 | 101–115 |           |
| 03 ago | 20:00 | Ferroviário | 3–2    | Azul Mania    | 25–22 | 25–16 | 18–25 | 20–25 | 15–10 | 103–98  |           |
| 04 ago | 14:00 | Nilton Lins | 1–3    | Azul Mania    | 25–21 | 22–25 | 23–25 | 18–25 |       | 88–96   |           |
| 04 ago | 20:00 | Ferroviário | 3–0    | Clube do Remo | 25–22 | 25–21 | 25–20 |       |       | 75–63   |           |
| 05 ago | 20:00 | Nilton Lins | 0–3    | Ferroviário   | 24–26 | 16–25 | 16–25 |       |       | 56–76   |           |
| 05 ago | 18:00 | Azul Mania  | 3–1    | Clube do Remo | 18–25 | 25–18 | 25–17 | 25–18 |       | 93–78   |           |

#### Grupo B
|     |                   |     | Jogos | Jogos | Jogos | Resultados | Resultados | Resultados | Resultados | Resultados | Resultados | Sets | Sets | Sets  | Pontos | Pontos | Pontos |
| Pos | Equipe            | Pts | T     | V     | D     | 3–0        | 3–1        | 3–2        | 2–3        | 1–3        | 0–3        | V    | P    | R     | V      | P      | R      |
| --- | ----------------- | --- | ----- | ----- | ----- | ---------- | ---------- | ---------- | ---------- | ---------- | ---------- | ---- | ---- | ----- | ------ | ------ | ------ |
| 1   | Rio Negro         | 9   | 3     | 3     | 0     | 1          | 2          | 0          | 0          | 0          | 0          | 9    | 2    | 4.500 | 272    | 228    | 1.193  |
| 2   | AVV Vôlei Vilhena | 6   | 3     | 2     | 1     | 2          | 0          | 0          | 0          | 1          | 0          | 7    | 3    | 2.333 | 240    | 212    | 1.132  |
| 3   | Vôlei Quinari     | 3   | 3     | 1     | 2     | 1          | 0          | 0          | 0          | 1          | 1          | 4    | 6    | 0.667 | 226    | 234    | 0.966  |
| 4   | ACV Porto Velho   | 0   | 3     | 0     | 3     | 0          | 0          | 0          | 0          | 0          | 3          | 0    | 9    | 0,000 | 164    | 228    | 0.719  |

Resultados
| Data   | Hora  |                   | Placar |                 | Set 1 | Set 2 | Set 3 | Set 4 | Set 5 | Total | Relatório |
| ------ | ----- | ----------------- | ------ | --------------- | ----- | ----- | ----- | ----- | ----- | ----- | --------- |
| 03 ago | 16:00 | Rio Negro         | 3–0    | ACV Porto Velho | 25–18 | 25–18 | 25–15 |       |       | 75–51 |           |
| 03 ago | 18:00 | AVV Vôlei Vilhena | 3–0    | Vôlei Quinari   | 25–20 | 25–22 | 25–19 |       |       | 75–61 |           |
| 04 ago | 16:00 | Rio Negro         | 3–1    | Vôlei Quinari   | 25–20 | 25–22 | 23–25 | 25–21 |       | 98–88 |           |
| 04 ago | 18:00 | AVV Vôlei Vilhena | 3–0    | ACV Porto Velho | 25–8  | 25–20 | 26–24 |       |       | 76–52 |           |
| 05 ago | 14:00 | ACV Porto Velho   | 0–3    | Vôlei Quinari   | 25–27 | 22–25 | 14–25 |       |       | 61–77 |           |
| 05 ago | 16:00 | AVV Vôlei Vilhena | 1–3    | Rio Negro       | 20–25 | 21–25 | 26–24 | 22–25 |       | 89–99 |           |

#### Finais
Semi-Final
| Data   | Hora  |             | Placar |                   | Set 1 | Set 2 | Set 3 | Set 4 | Set 5 | Total | Relatório |
| ------ | ----- | ----------- | ------ | ----------------- | ----- | ----- | ----- | ----- | ----- | ----- | --------- |
| 06 ago | 16:00 | Rio Negro   | 0–3    | Azul Mania        | 9–25  | 23–25 | 23–25 |       |       | 55–75 |           |
| 06 ago | 19:00 | Ferroviário | 1–3    | AVV Vôlei Vilhena | 22–25 | 24–26 | 25–10 | 24–26 |       | 95–87 |           |

Disputa do 3º lugar
| Data   | Hora  |           | Placar |             | Set 1 | Set 2 | Set 3 | Set 4 | Set 5 | Total | Relatório |
| ------ | ----- | --------- | ------ | ----------- | ----- | ----- | ----- | ----- | ----- | ----- | --------- |
| 07 ago | 16:00 | Rio Negro | 0–3    | Ferroviário | 19–25 | 23–25 | 20–25 |       |       | 62–75 |           |

Final
| Data   | Hora  |            | Placar |                   | Set 1 | Set 2 | Set 3 | Set 4 | Set 5 | Total | Relatório |
| ------ | ----- | ---------- | ------ | ----------------- | ----- | ----- | ----- | ----- | ----- | ----- | --------- |
| 07 ago | 19:00 | Azul Mania | 3–1    | AVV Vôlei Vilhena | 25–20 | 25–19 | 23–25 | 25–23 |       | 98–87 |           |

### Sede Nordeste 1 - Caruaru
|     |                  |     | Jogos | Jogos | Jogos | Resultados | Resultados | Resultados | Resultados | Resultados | Resultados | Sets | Sets | Sets  | Pontos | Pontos | Pontos |
| Pos | Equipe           | Pts | T     | V     | D     | 3–0        | 3–1        | 3–2        | 2–3        | 1–3        | 0–3        | V    | P    | R     | V      | P      | R      |
| --- | ---------------- | --- | ----- | ----- | ----- | ---------- | ---------- | ---------- | ---------- | ---------- | ---------- | ---- | ---- | ----- | ------ | ------ | ------ |
| 1   | ADAS Vôlei       | 11  | 4     | 4     | 0     | 3          | 0          | 1          | 0          | 0          | 0          | 12   | 2    | 6,000 | 334    | 229    | 1.459  |
| 2   | Central Vôlei    | 9   | 4     | 3     | 1     | 3          | 0          | 0          | 0          | 0          | 1          | 9    | 3    | 3,000 | 278    | 229    | 1.214  |
| 3   | Salvador Vôlei   | 6   | 4     | 2     | 2     | 1          | 1          | 0          | 0          | 0          | 2          | 6    | 7    | 0.857 | 265    | 280    | 0.946  |
| 4   | CRB Vôlei        | 4   | 4     | 1     | 3     | 1          | 0          | 0          | 1          | 0          | 2          | 5    | 9    | 0.556 | 278    | 320    | 0.869  |
| 5   | Matense Voleibol | 0   | 4     | 0     | 4     | 0          | 0          | 0          | 0          | 1          | 3          | 1    | 12   | 0.083 | 224    | 321    | 0.698  |

Resultados
| Data   | Hora  |                  | Placar |                  | Set 1 | Set 2 | Set 3 | Set 4 | Set 5 | Total  | Relatório |
| ------ | ----- | ---------------- | ------ | ---------------- | ----- | ----- | ----- | ----- | ----- | ------ | --------- |
| 03 ago | 19:00 | Matense Voleibol | 0–3    | CRB Vôlei        | 20–25 | 21–25 | 20–25 |       |       | 61–75  |           |
| 03 ago | 21:00 | Salvador Vôlei   | 0–3    | ADAS Vôlei       | 16–25 | 14–25 | 12–25 |       |       | 42–75  |           |
| 04 ago | 19:00 | ADAS Vôlei       | 3–2    | CRB Vôlei        | 20–25 | 24–26 | 25–14 | 25–16 | 15–12 | 109–93 |           |
| 04 ago | 21:00 | Central Vôlei    | 3–0    | Matense Voleibol | 25–14 | 25–19 | 25–15 |       |       | 75–48  |           |
| 05 ago | 19:00 | Salvador Vôlei   | 3–1    | Matense Voleibol | 25–19 | 21–25 | 25–17 | 25–13 |       | 96–74  |           |
| 05 ago | 21:00 | Central Vôlei    | 3–0    | CRB Vôlei        | 25–16 | 25–17 | 25–21 |       |       | 75–54  |           |
| 06 ago | 19:00 | Salvador Vôlei   | 3–0    | CRB Vôlei        | 25–21 | 25–12 | 25–23 |       |       | 75–56  |           |
| 06 ago | 21:00 | Central Vôlei    | 0–3    | ADAS Vôlei       | 20–25 | 17–25 | 16–25 |       |       | 53–75  |           |
| 07 ago | 19:00 | ADAS Vôlei       | 3–0    | Matense Voleibol | 25–13 | 25–13 | 25–15 |       |       | 75–41  |           |
| 07 ago | 21:00 | Central Vôlei    | 3–0    | Salvador Vôlei   | 25–21 | 25–13 | 25–18 |       |       | 75–52  |           |

### Sede Nordeste 2 - São Luiz
|     |                  |     | Jogos | Jogos | Jogos | Resultados | Resultados | Resultados | Resultados | Resultados | Resultados | Sets | Sets | Sets  | Pontos | Pontos | Pontos |
| Pos | Equipe           | Pts | T     | V     | D     | 3–0        | 3–1        | 3–2        | 2–3        | 1–3        | 0–3        | V    | P    | R     | V      | P      | R      |
| --- | ---------------- | --- | ----- | ----- | ----- | ---------- | ---------- | ---------- | ---------- | ---------- | ---------- | ---- | ---- | ----- | ------ | ------ | ------ |
| 1   | Unifor Vôlei     | 15  | 5     | 5     | 0     | 5          | 0          | 0          | 0          | 0          | 0          | 15   | 0    | MAX   | 377    | 218    | 1.729  |
| 2   | Sampaio Correa   | 12  | 5     | 4     | 1     | 4          | 0          | 0          | 0          | 0          | 1          | 12   | 3    | 4,000 | 354    | 308    | 1.149  |
| 3   | BNB Clube        | 9   | 5     | 3     | 2     | 2          | 1          | 0          | 0          | 0          | 2          | 9    | 7    | 1.286 | 369    | 348    | 1.060  |
| 4   | Natal Desportivo | 6   | 5     | 2     | 3     | 2          | 0          | 0          | 0          | 1          | 2          | 7    | 9    | 0.778 | 338    | 360    | 0.939  |
| 5   | Parnaíba Volei   | 2   | 5     | 1     | 4     | 0          | 0          | 1          | 0          | 0          | 4          | 3    | 14   | 0.214 | 266    | 409    | 0.650  |
| 6   | IAPE Vôlei       | 1   | 5     | 0     | 5     | 0          | 0          | 0          | 1          | 0          | 4          | 2    | 15   | 0.133 | 340    | 401    | 0.848  |

Resultados
| Data   | Hora  |                  | Placar |                  | Set 1 | Set 2 | Set 3 | Set 4 | Set 5 | Total  | Relatório |
| ------ | ----- | ---------------- | ------ | ---------------- | ----- | ----- | ----- | ----- | ----- | ------ | --------- |
| 03 ago | 11:00 | Parnaíba Volei   | 0–3    | BNB Clube        | 16–25 | 11–25 | 17–25 |       |       | 44–75  |           |
| 03 ago | 13:00 | Natal Desportivo | 0–3    | Unifor Vôlei     | 18–25 | 14–25 | 17–25 |       |       | 49–75  |           |
| 03 ago | 15:00 | IAPE Vôlei       | 0–3    | Sampaio Correa   | 19–25 | 14–25 | 27–29 |       |       | 60–79  |           |
| 04 ago | 15:30 | Parnaíba Volei   | 0–3    | Unifor Vôlei     | 9–25  | 9–25  | 9–25  |       |       | 27–75  |           |
| 04 ago | 17:30 | IAPE Vôlei       | 0–3    | BNB Clube        | 22–25 | 19–25 | 23–25 |       |       | 64–75  |           |
| 04 ago | 19:30 | Natal Desportivo | 0–3    | Sampaio Correa   | 20–25 | 16–25 | 17–25 |       |       | 53–75  |           |
| 05 ago | 15:30 | Unifor Vôlei     | 3–0    | BNB Clube        | 27–25 | 25–13 | 25–14 |       |       | 77–52  |           |
| 05 ago | 17:30 | Natal Desportivo | 3–0    | IAPE Vôlei       | 27–25 | 25–22 | 25–16 |       |       | 77–63  |           |
| 05 ago | 19:30 | Parnaíba Volei   | 0–3    | Sampaio Correa   | 17–25 | 17–25 | 17–25 |       |       | 51–75  |           |
| 06 ago | 15:30 | Parnaíba Volei   | 3–2    | IAPE Vôlei       | 13–25 | 14–25 | 28–26 | 25–23 | 15–10 | 95–109 |           |
| 06 ago | 17:30 | Natal Desportivo | 1–3    | BNB Clube        | 25–23 | 23–25 | 13–25 | 23–25 |       | 84–98  |           |
| 06 ago | 19:30 | Sampaio Correa   | 0–3    | Unifor Vôlei     | 14–25 | 19–25 | 13–25 |       |       | 46–75  |           |
| 07 ago | 15:30 | Parnaíba Volei   | 0–2    | Natal Desportivo | 20–25 | 17–25 | 12–25 |       |       | 49–75  |           |
| 07 ago | 17:30 | IAPE Vôlei       | 0–3    | Unifor Vôlei     | 16–25 | 16–25 | 12–25 |       |       | 44–75  |           |
| 07 ago | 19:30 | Sampaio Correa   | 3–0    | BNB Clube        | 25–21 | 25–21 | 29–27 |       |       | 79–69  |           |

### Sede Centro-Oeste - Sorriso
|     |                    |     | Jogos | Jogos | Jogos | Resultados | Resultados | Resultados | Resultados | Resultados | Resultados | Sets | Sets | Sets  | Pontos | Pontos | Pontos |
| Pos | Equipe             | Pts | T     | V     | D     | 3–0        | 3–1        | 3–2        | 2–3        | 1–3        | 0–3        | V    | P    | R     | V      | P      | R      |
| --- | ------------------ | --- | ----- | ----- | ----- | ---------- | ---------- | ---------- | ---------- | ---------- | ---------- | ---- | ---- | ----- | ------ | ------ | ------ |
| 1   | Ascade             | 14  | 5     | 5     | 0     | 3          | 1          | 1          | 0          | 0          | 0          | 15   | 3    | 5,000 | 441    | 354    | 1.246  |
| 2   | Vila Nova          | 12  | 5     | 4     | 1     | 3          | 1          | 0          | 0          | 0          | 1          | 12   | 4    | 3,000 | 386    | 343    | 1.125  |
| 3   | Brasiliense Vôlei  | 7   | 5     | 3     | 2     | 0          | 1          | 2          | 0          | 1          | 1          | 10   | 11   | 0.909 | 456    | 470    | 0.970  |
| 4   | Cerrado Vôlei      | 7   | 5     | 2     | 3     | 1          | 0          | 1          | 2          | 0          | 1          | 10   | 11   | 0.909 | 443    | 437    | 1.014  |
| 5   | Campo Grande Vôlei | 5   | 5     | 1     | 4     | 1          | 0          | 0          | 2          | 1          | 1          | 8    | 12   | 0.667 | 415    | 436    | 0.952  |
| 6   | ASV Hornets        | 0   | 5     | 0     | 5     | 0          | 0          | 0          | 0          | 1          | 4          | 1    | 15   | 0.067 | 311    | 412    | 0.755  |

Resultados
| Data   | Hora  |                   | Placar |                    | Set 1 | Set 2 | Set 3 | Set 4 | Set 5 | Total   | Relatório |
| ------ | ----- | ----------------- | ------ | ------------------ | ----- | ----- | ----- | ----- | ----- | ------- | --------- |
| 03 ago | 16:00 | Vila Nova         | 3–1    | Brasiliense Vôlei  | 24–26 | 25–20 | 25–12 | 25–23 |       | 99–81   |           |
| 03 ago | 18:00 | Cerrado Vôlei     | 2–3    | Ascade             | 28–26 | 16–25 | 14–25 | 28–26 | 14–16 | 100–118 |           |
| 03 ago | 20:00 | ASV Hornets       | 0–3    | Campo Grande Vôlei | 23–25 | 13–25 | 14–25 |       |       | 50–75   |           |
| 04 ago | 16:00 | Cerrado Vôlei     | 2–3    | Brasiliense Vôlei  | 25–13 | 21–25 | 25–21 | 18–25 | 11–15 | 100–99  |           |
| 04 ago | 18:00 | Vila Nova         | 3–0    | Campo Grande Vôlei | 25–22 | 25–20 | 26–24 |       |       | 76–66   |           |
| 04 ago | 20:00 | ASV Hornets       | 0–3    | Ascade             | 20–25 | 14–25 | 21–25 |       |       | 55–75   |           |
| 05 ago | 16:00 | Cerrado Vôlei     | 0–3    | Vila Nova          | 25–27 | 20–25 | 18–25 |       |       | 63–77   |           |
| 05 ago | 18:00 | Ascade            | 3–1    | Campo Grande Vôlei | 25–17 | 23–25 | 25–23 | 25–18 |       | 98–83   |           |
| 05 ago | 20:00 | ASV Hornets       | 1–3    | Brasiliense Vôlei  | 27–25 | 29–31 | 29–31 | 18–25 |       | 103–112 |           |
| 06 ago | 16:00 | Cerrado Vôlei     | 3–2    | Campo Grande Vôlei | 25–20 | 22–25 | 25–16 | 18–25 | 15–12 | 105–98  |           |
| 06 ago | 18:00 | Brasiliense Vôlei | 0–3    | Ascade             | 19–25 | 18–25 | 20–25 |       |       | 57–75   |           |
| 06 ago | 20:00 | ASV Hornets       | 0–3    | Vila Nova          | 18–25 | 17–25 | 23–25 |       |       | 58–75   |           |
| 07 ago | 16:00 | Vila Nova         | 0–3    | Ascade             | 23–25 | 22–25 | 14–25 |       |       | 59–75   |           |
| 07 ago | 18:00 | Brasiliense Vôlei | 3–2    | Campo Grande Vôlei | 25–19 | 19–25 | 23–25 | 25–19 | 15–5  | 107–93  |           |
| 07 ago | 20:00 | ASV Hornets       | 0–3    | Cerrado Vôlei      | 13–25 | 17–25 | 15–25 |       |       | 45–75   |           |

### Sede Sudeste - São José dos Campos
|     |                      |     | Jogos | Jogos | Jogos | Resultados | Resultados | Resultados | Resultados | Resultados | Resultados | Sets | Sets | Sets  | Pontos | Pontos | Pontos |
| Pos | Equipe               | Pts | T     | V     | D     | 3–0        | 3–1        | 3–2        | 2–3        | 1–3        | 0–3        | V    | P    | R     | V      | P      | R      |
| --- | -------------------- | --- | ----- | ----- | ----- | ---------- | ---------- | ---------- | ---------- | ---------- | ---------- | ---- | ---- | ----- | ------ | ------ | ------ |
| 1   | Sesi-SP              | 10  | 4     | 4     | 0     | 1          | 1          | 2          | 0          | 0          | 0          | 12   | 5    | 2.400 | 393    | 335    | 1.173  |
| 2   | Realizar Santos      | 10  | 4     | 3     | 1     | 2          | 1          | 0          | 1          | 0          | 0          | 11   | 4    | 2.750 | 341    | 270    | 1.263  |
| 3   | Paineiras do Morumby | 5   | 4     | 2     | 2     | 1          | 0          | 1          | 0          | 2          | 0          | 8    | 8    | 1,000 | 351    | 325    | 1.080  |
| 4   | Vôlei São José       | 5   | 4     | 1     | 3     | 0          | 1          | 0          | 2          | 0          | 1          | 7    | 10   | 0.700 | 328    | 374    | 0.877  |
| 5   | Capixaba Vôlei       | 0   | 4     | 0     | 4     | 0          | 0          | 0          | 0          | 1          | 3          | 1    | 12   | 0.083 | 215    | 324    | 0.664  |

Resultados
| Data   | Hora  |                      | Placar |                      | Set 1 | Set 2 | Set 3 | Set 4 | Set 5 | Total   | Relatório |
| ------ | ----- | -------------------- | ------ | -------------------- | ----- | ----- | ----- | ----- | ----- | ------- | --------- |
| 03 ago | 16:00 | Sesi-SP              | 3–0    | Capixaba Vôlei       | 25–17 | 25–17 | 25–21 |       |       | 75–55   |           |
| 03 ago | 18:00 | Realizar Santos      | 3–1    | Paineiras do Morumby | 25–23 | 16–25 | 25–20 | 25–14 |       | 91–82   |           |
| 04 ago | 18:00 | Paineiras do Morumby | 3–0    | Capixaba Vôlei       | 25–12 | 25–13 | 25–18 |       |       | 75–43   |           |
| 04 ago | 20:00 | Vôlei São José       | 2–3    | Sesi-SP              | 12–25 | 25–23 | 25–22 | 7–25  | 3–15  | 72–110  |           |
| 05 ago | 18:00 | Realizar Santos      | 2–3    | Sesi-SP              | 21–25 | 19–25 | 25–19 | 27–25 | 8–15  | 100–109 |           |
| 05 ago | 20:00 | Vôlei São José       | 3–1    | Capixaba Vôlei       | 25–17 | 20–25 | 25–23 | 25–15 |       | 95–80   |           |
| 06 ago | 18:00 | Realizar Santos      | 3–0    | Capixaba Vôlei       | 25–16 | 25–8  | 25–12 |       |       | 75–36   |           |
| 06 ago | 20:00 | Vôlei São José       | 2–3    | Paineiras do Morumby | 25–21 | 21–25 | 19–25 | 25–20 | 4–15  | 94–106  |           |
| 07 ago | 18:00 | Paineiras do Morumby | 1–3    | Sesi-SP              | 26–28 | 18–25 | 25–19 | 19–25 |       | 88–97   |           |
| 07 ago | 20:00 | Vôlei São José       | 0–3    | Realizar Santos      | 12–25 | 18–25 | 13–25 |       |       | 43–75   |           |

### Sede Sul - São José dos Pinhais

#### Grupo A
|     |                  |     | Jogos | Jogos | Jogos | Resultados | Resultados | Resultados | Resultados | Resultados | Resultados | Sets | Sets | Sets  | Pontos | Pontos | Pontos |
| Pos | Equipe           | Pts | T     | V     | D     | 3–0        | 3–1        | 3–2        | 2–3        | 1–3        | 0–3        | V    | P    | R     | V      | P      | R      |
| --- | ---------------- | --- | ----- | ----- | ----- | ---------- | ---------- | ---------- | ---------- | ---------- | ---------- | ---- | ---- | ----- | ------ | ------ | ------ |
| 1   | ACEL Chopinzinho | 7   | 3     | 3     | 0     | 0          | 1          | 2          | 0          | 0          | 0          | 9    | 5    | 1.800 | 305    | 277    | 1.101  |
| 2   | SJP Vôlei/AIEL   | 7   | 3     | 2     | 1     | 2          | 0          | 0          | 1          | 0          | 0          | 8    | 3    | 2.667 | 245    | 219    | 1.119  |
| 3   | Napoli Caçador   | 4   | 3     | 1     | 2     | 0          | 1          | 0          | 1          | 0          | 1          | 5    | 7    | 0.714 | 254    | 264    | 0.962  |
| 4   | Pato Vôlei       | 0   | 3     | 0     | 3     | 0          | 0          | 0          | 0          | 2          | 1          | 2    | 9    | 0.222 | 219    | 263    | 0.833  |

Resultados
| Data   | Hora  |                | Placar |                  | Set 1 | Set 2 | Set 3 | Set 4 | Set 5 | Total   | Relatório |
| ------ | ----- | -------------- | ------ | ---------------- | ----- | ----- | ----- | ----- | ----- | ------- | --------- |
| 03 ago | 18:00 | Pato Vôlei     | 1–3    | Napoli Caçador   | 17–25 | 20–25 | 25–19 | 15–25 |       | 77–94   |           |
| 03 ago | 19:30 | SJP Vôlei/AIEL | 2–3    | ACEL Chopinzinho | 25–20 | 25–15 | 18–25 | 18–25 | 8–15  | 94–100  |           |
| 04 ago | 18:00 | Pato Vôlei     | 1–3    | ACEL Chopinzinho | 14–25 | 25–18 | 17–25 | 21–25 |       | 77–93   |           |
| 04 ago | 19:30 | SJP Vôlei/AIEL | 3–0    | Napoli Caçador   | 25–17 | 25–22 | 25–15 |       |       | 75–54   |           |
| 05 ago | 18:00 | Napoli Caçador | 2–3    | ACEL Chopinzinho | 25–21 | 25–27 | 18–25 | 26–24 | 12–15 | 106–112 |           |
| 05 ago | 19:30 | SJP Vôlei/AIEL | 3–0    | Pato Vôlei       | 25–20 | 25–21 | 26–24 |       |       | 76–65   |           |

#### Grupo B
|     |                 |     | Jogos | Jogos | Jogos | Resultados | Resultados | Resultados | Resultados | Resultados | Resultados | Sets | Sets | Sets  | Pontos | Pontos | Pontos |
| Pos | Equipe          | Pts | T     | V     | D     | 3–0        | 3–1        | 3–2        | 2–3        | 1–3        | 0–3        | V    | P    | R     | V      | P      | R      |
| --- | --------------- | --- | ----- | ----- | ----- | ---------- | ---------- | ---------- | ---------- | ---------- | ---------- | ---- | ---- | ----- | ------ | ------ | ------ |
| 1   | Vôlei Mampituba | 9   | 3     | 3     | 0     | 3          | 0          | 0          | 0          | 0          | 0          | 9    | 0    | MAX   | 227    | 169    | 1.343  |
| 2   | Irati Vôlei     | 6   | 3     | 2     | 1     | 0          | 2          | 0          | 0          | 0          | 1          | 6    | 5    | 1.200 | 239    | 231    | 1.035  |
| 3   | AER Passo Fundo | 3   | 3     | 1     | 2     | 0          | 1          | 0          | 0          | 1          | 1          | 4    | 7    | 0.571 | 245    | 246    | 0.996  |
| 4   | Foz do Iguaçu   | 0   | 3     | 0     | 3     | 0          | 0          | 0          | 0          | 2          | 1          | 2    | 9    | 0.222 | 205    | 270    | 0.759  |

Resultados
| Data   | Hora  |                 | Placar |                 | Set 1 | Set 2 | Set 3 | Set 4 | Set 5 | Total  | Relatório |
| ------ | ----- | --------------- | ------ | --------------- | ----- | ----- | ----- | ----- | ----- | ------ | --------- |
| 03 ago | 13:30 | Irati Vôlei     | 3–1    | AER Passo Fundo | 25–19 | 17–25 | 25–14 | 25–21 |       | 92–79  |           |
| 03 ago | 15:00 | Vôlei Mampituba | 3–0    | Foz do Iguaçu   | 25–18 | 25–21 | 25–12 |       |       | 75–51  |           |
| 04 ago | 13:30 | Irati Vôlei     | 3–1    | Foz do Iguaçu   | 25–22 | 19–25 | 25–12 | 25–16 |       | 94–75  |           |
| 04 ago | 15:00 | Vôlei Mampituba | 3–0    | AER Passo Fundo | 25–23 | 25–22 | 25–20 |       |       | 75–65  |           |
| 05 ago | 13:30 | Vôlei Mampituba | 3–0    | Irati Vôlei     | 25–18 | 25–10 | 27–25 |       |       | 77–53  |           |
| 05 ago | 15:00 | AER Passo Fundo | 3–1    | Foz do Iguaçu   | 26–24 | 25–27 | 25–15 | 25–13 |       | 101–79 |           |

#### Grupo C
|     |                |     | Jogos | Jogos | Jogos | Resultados | Resultados | Resultados | Resultados | Resultados | Resultados | Sets | Sets | Sets  | Pontos | Pontos | Pontos |
| Pos | Equipe         | Pts | T     | V     | D     | 3–0        | 3–1        | 3–2        | 2–3        | 1–3        | 0–3        | V    | P    | R     | V      | P      | R      |
| --- | -------------- | --- | ----- | ----- | ----- | ---------- | ---------- | ---------- | ---------- | ---------- | ---------- | ---- | ---- | ----- | ------ | ------ | ------ |
| 1   | Castro Vôlei   | 9   | 3     | 3     | 0     | 2          | 1          | 0          | 0          | 0          | 0          | 9    | 1    | 9,000 | 248    | 181    | 1.370  |
| 2   | Copobras Vôlei | 5   | 3     | 2     | 1     | 0          | 1          | 1          | 0          | 1          | 0          | 7    | 6    | 1.167 | 275    | 260    | 1.058  |
| 3   | Vôlei Marechal | 4   | 3     | 1     | 2     | 1          | 0          | 0          | 1          | 0          | 1          | 5    | 6    | 0.833 | 217    | 233    | 0.931  |
| 4   | Juventus Vôlei | 0   | 3     | 0     | 3     | 0          | 0          | 0          | 0          | 1          | 2          | 1    | 9    | 0.111 | 177    | 243    | 0.728  |

Resultados
| Data   | Hora  |                | Placar |                | Set 1 | Set 2 | Set 3 | Set 4 | Set 5 | Total  | Relatório |
| ------ | ----- | -------------- | ------ | -------------- | ----- | ----- | ----- | ----- | ----- | ------ | --------- |
| 03 ago | 09:00 | Juventus Vôlei | 1–3    | Copobras Vôlei | 19–25 | 25–18 | 18–25 | 14–25 |       | 76–93  |           |
| 03 ago | 10:30 | Castro Vôlei   | 3–0    | Vôlei Marechal | 25–21 | 25–18 | 25–17 |       |       | 75–56  |           |
| 04 ago | 09:00 | Juventus Vôlei | 0–3    | Vôlei Marechal | 18–25 | 22–25 | 11–25 |       |       | 51–75  |           |
| 04 ago | 10:30 | Castro Vôlei   | 3–1    | Copobras Vôlei | 23–25 | 25–9  | 25–20 | 25–21 |       | 98–75  |           |
| 05 ago | 09:00 | Castro Vôlei   | 3–0    | Juventus Vôlei | 25–13 | 25–18 | 25–19 |       |       | 75–50  |           |
| 05 ago | 10:30 | Copobras Vôlei | 3–2    | Vôlei Marechal | 19–25 | 25–10 | 23–25 | 25–16 | 15–10 | 107–86 |           |

#### Finais
Semi-Final
| Data   | Hora  |                 | Placar |                  | Set 1 | Set 2 | Set 3 | Set 4 | Set 5 | Total | Relatório |
| ------ | ----- | --------------- | ------ | ---------------- | ----- | ----- | ----- | ----- | ----- | ----- | --------- |
| 06 ago | 16:30 | Vôlei Mampituba | 3–0    | SJP Vôlei/AIEL   | 25–16 | 25–23 | 25–14 |       |       | 75–53 |           |
| 06 ago | 17:00 | Castro Vôlei    | 3–0    | ACEL Chopinzinho | 25–15 | 25–18 | 25–17 |       |       | 75–50 |           |

Disputa do 3º lugar
| Data   | Hora  |                | Placar |                  | Set 1 | Set 2 | Set 3 | Set 4 | Set 5 | Total | Relatório |
| ------ | ----- | -------------- | ------ | ---------------- | ----- | ----- | ----- | ----- | ----- | ----- | --------- |
| 07 ago | 18:00 | SJP Vôlei/AIEL | 3–1    | ACEL Chopinzinho | 25–23 | 22–25 | 25–18 | 25–23 |       | 97–89 |           |

Final
| Data   | Hora  |                 | Placar |              | Set 1 | Set 2 | Set 3 | Set 4 | Set 5 | Total  | Relatório |
| ------ | ----- | --------------- | ------ | ------------ | ----- | ----- | ----- | ----- | ----- | ------ | --------- |
| 07 ago | 19:30 | Vôlei Mampituba | 2–3    | Castro Vôlei | 25–17 | 21–25 | 21–25 | 25–15 | 11–15 | 103–97 |           |

### Fase Final - Etapa Nacional
A fase final acontecerá em outubro, com datas e local a ser definido pela CBV.
Equipes participantes da etapa nacional.
| Equipe          |                                       |
| --------------- | ------------------------------------- |
| Azul Mania      | Vencedor da sede Norte                |
| ADAS Vôlei      | Vencedor da sede Nordeste 1           |
| Unifor Vôlei    | Vencedor da sede Nordeste 2           |
| Ascade          | Vencedor da sede Centro-Oeste         |
| Sesi-SP         | Vencedor da sede Sudeste              |
| Castro Vôlei    | Vencedor da sede Sul                  |
| Vôlei Mampituba | Melhor segundo colocado geral         |
| Realizar Santos | Segundo melhor segundo colocado geral |

#### Grupo A
|     |        |     | Jogos | Jogos | Jogos | Resultados | Resultados | Resultados | Resultados | Resultados | Resultados | Sets | Sets | Sets | Pontos | Pontos | Pontos |
| Pos | Equipe | Pts | T     | V     | D     | 3–0        | 3–1        | 3–2        | 2–3        | 1–3        | 0–3        | V    | P    | R    | V      | P      | R      |
| --- | ------ | --- | ----- | ----- | ----- | ---------- | ---------- | ---------- | ---------- | ---------- | ---------- | ---- | ---- | ---- | ------ | ------ | ------ |
| 1   |        | 0   | 0     | 0     | 0     | 0          | 0          | 0          | 0          | 0          | 0          | 0    | 0    | MAX  | 0      | 0      | MAX    |
| 1   |        | 0   | 0     | 0     | 0     | 0          | 0          | 0          | 0          | 0          | 0          | 0    | 0    | MAX  | 0      | 0      | MAX    |
| 1   |        | 0   | 0     | 0     | 0     | 0          | 0          | 0          | 0          | 0          | 0          | 0    | 0    | MAX  | 0      | 0      | MAX    |
| 1   |        | 0   | 0     | 0     | 0     | 0          | 0          | 0          | 0          | 0          | 0          | 0    | 0    | MAX  | 0      | 0      | MAX    |

#### Grupo B
|     |        |     | Jogos | Jogos | Jogos | Resultados | Resultados | Resultados | Resultados | Resultados | Resultados | Sets | Sets | Sets | Pontos | Pontos | Pontos |
| Pos | Equipe | Pts | T     | V     | D     | 3–0        | 3–1        | 3–2        | 2–3        | 1–3        | 0–3        | V    | P    | R    | V      | P      | R      |
| --- | ------ | --- | ----- | ----- | ----- | ---------- | ---------- | ---------- | ---------- | ---------- | ---------- | ---- | ---- | ---- | ------ | ------ | ------ |
| 1   |        | 0   | 0     | 0     | 0     | 0          | 0          | 0          | 0          | 0          | 0          | 0    | 0    | MAX  | 0      | 0      | MAX    |
| 1   |        | 0   | 0     | 0     | 0     | 0          | 0          | 0          | 0          | 0          | 0          | 0    | 0    | MAX  | 0      | 0      | MAX    |
| 1   |        | 0   | 0     | 0     | 0     | 0          | 0          | 0          | 0          | 0          | 0          | 0    | 0    | MAX  | 0      | 0      | MAX    |
| 1   |        | 0   | 0     | 0     | 0     | 0          | 0          | 0          | 0          | 0          | 0          | 0    | 0    | MAX  | 0      | 0      | MAX    |

#### Finais
|  | Semifinal | Semifinal |  |  | Final | Final |
|  |           |           |  |  |       |       |
|  |           |           |  |  |       |       |
|  |           |           |  |  |       |       |
|  |           |           |  |  |       |       |
|  |           |           |  |  |       |       |
|  |           |           |  |  |       |       |
|  |           |           |  |  |       |       |
|  |           |           |  |  |       |       |
|  |           |           |  |  |       |       |
|  |           |           |  |  |       |       |
|  |           |           |  |  |       |       |
|  |           |           |  |  |       |       |
|  |           |           |  |  |       |       |